# Antifragile
Antifragile — второй мини-альбом южнокорейской гёрл-группы Le Sserafim. Был выпущен 17 октября 2022 года лейблом Source Music.
Он содержит 5 треков, включая заглавный сингл. Antifragile — первый релиз группы в составе 5 человек после ухода участницы Гарам в июле 2022 года.

## Предыстория и релиз
1 сентября было объявлено о том, что Le Sserafim вернутся с новой музыкой осенью. Через видео-тизер предстоящего альбома, выпущенный 19 сентября группа объявила его название и дату выхода. Затем Source Music поделилась дополнительной информацией о физическом релизе альбома. За несколько недель до выхода альбома были опубликованы три сета концепт-фотографий именуемых «Midnight Onyx», «Iridescent Opal» и «Frozen Aquamarine». 3 октября были опубликованы пять тизеров песен, попавших в альбом, 4 октября был опубликован трек-лист альбома. Видео-клип был выпущен за день до самого альбома.

## Продвижение
В день релиза, 17 октября, группа провела шоукейс и представила песни из альбома. Все песни из альбома, такие как «Antifragile», «Impurities», «No Celestial», и «Good Parts (When the Quality Is Bad but I Am)» были исполнены группой.

## Коммерческий успех
После открытия предзаказов 19 сентября альбом был продан в количестве 460 000 копий за одну неделю. По состоянию на 14 октября, это число превысило отметку в 600 000 копий. 3 марта 2023 года было объявлено о том, что количество проданных копий альбома превысило один миллион.

## Композиция
Antifragile содержит в себе пять треков, включая одноимённый заглавный сингл. Участница группы Хо Юн Джин принимала участие в процессе написания третьего, четвёртого и пятого треков. Также участница Сакура приняла участие в написании и составлении пятого трека альбома.
| Оценки критиков | Оценки критиков |
| Источник        | Оценка          |
| --------------- | --------------- |
| IZM             | [ 13 ]          |
| NME             | [ 14 ]          |

Глэдис Йео из NME описала «The Hydra» как отсылку на мифологическое существо — явный признак стойкости Le Sserafim. Корейский новостной портал описывает «Antifragile» как поп-песню в «афро-латиноамериканском стиле» с «тяжёлым» латинским ритмом. Текст песни передаёт сообщение о том, что трудные времена являются стимулом для роста и что с таким мышлением они станут сильнее. За ним следует «Impurities», который описываются как «сложный и изощрённый» трек R&B. Четвёртый трек, «No Celestial», является панк-поп песней, характеризующейся тяжёлым гитарным звучанием. Заключительный трек «Good Parts (When the Quality Is Bad, but I Am)», является ещё одним треком R&B, где участницы рассказывают нам о том, как найти истинное мужество в принятии своих недостатков.

## Список композиций
Все треки, кроме трека 5 (спродюсированы Sir Nolan и Alex Bilowitz), спродюсированы 13 (Score, Megatone).
| №                   | Название                                        | Автор(ы) | Длительность |
| ------------------- | ----------------------------------------------- | --- | ------------ |
| 1.                  | «The Hydra»                                     | Score (13) Megatone (13) Hybe | 1:44         |
| 2.                  | «Antifragile»                                   | Score (13) Megatone (13) Паулина Серилла "Hitman" Bang Синтаро Ясуда Supreme Boi Изабелла Лавстори Кайлер Нико Ronnie Icon Натали Бун Danke (Lalala Studio)                                                   | 3:04         |
| 3.                  | «Impurities»                                    | Score (13) Megatone (13) Джонна Холл Danke (Lalala Studio) "Hitman" Bang Хо Юн Джин Дэниел «Obi» Кляйн Чарли Тафт Ким Че-а Мэгги Сабо Хейс Крамер Blvsh Jaro Николай Мор Пак Сан Ю Чо Юн Гён Ли Хён Сок (PNP) | 3:16         |
| 4.                  | «No Celestial»                                  | Score (13) Megatone (13) Danke (Lalala Studio) Cazzi Opeia Эллен Берг Ким Ин Хён Ronnie Icon YoungChance Shorelle Юлия Богнар Финнсетер Нермин Харамбашич Poutyface Пак Сан Ю Хо Юн Джин                      | 2:46         |
| 5.                  | «Good Parts (When the Quality Is Bad but I Am)» | Sir Nolan Alex Bilowitz Дженна Эндрюс Салем Илезе Danke (Lalala Studio) Сакура Мияваки Ча Ю-бин Score (13) Megatone (13) Huh Yun-jin                                                                          | 2:36         |
| Общая длительность: | Общая длительность:                             | Общая длительность: | 13:26        |

## Продажи и сертификации
| Страна             | Сертификации | Продажи   |
| ------------------ | ------------ | --------- |
| Япония             | —            | 72,826    |
| Южная Корея (KMCA) | Платина 3×   | 1,081,332 |